# Open Group
Open Group er et branchekonsortium, der søger at "muliggøre opfyldelse af forretningsmæssige mål" ved at udvikle "åbne, leverandørneutrale teknologistandarder og -certificeringer". Det har over 625 medlemmer og leverer en række ydelser, herunder strategi, ledelse, innovation og forskning, standarder, certificering og testudvikling. Det blev oprettet i 1996, da X/Open fusionerede med Open Software Foundation.
Open Group er certificeringsorganet for UNIX-varemærket og offentliggør Single UNIX-specifikationens tekniske standard, der udvider POSIX-standarderne. Open Group udvikler og administrerer også TOGAF-standarden, som er branchestandard for enterprisearkitektur.

## Medlemmer
De over 625 medlemmer inkluderer en række it-leverandører og -købere såvel som statslige agenturer, herunder for eksempel Capgemini, Fujitsu, Oracle, HPE, Orbus Software, IBM, Huawei, Philips, det amerikanske forsvarsministerium og NASA. Produktudviklere eller leverandører er ikke forpligtet til at overholde de standarder, der er udviklet af foreningen.
Platinmedlemmer: 
1. DXC Technology, USA
2. Fujitsu, Japan
3. HCL Technologies, Indien
4. Huawei Technologies, USA
5. IBM, USA
6. Intel, USA
7. Micro Focus, Storbritannien
8. Oracle Corporation, USA
9. Philips, Holland

## Historie
I begyndelsen af 1990'erne var de store leverandører af UNIX-systemer begyndt at indse, at standardrivaliseringerne (ofte kaldet "UNIX-krige") forårsagede alle deltagere mere skade end gavn, hvilket efterlod UNIX-branchen sårbar over for begyndende konkurrence fra Microsoft. COSE-initiativet i 1993 kan ses som det første skridt mod forening og fusionen af Open Software Foundation (OSF) og X/Open i 1996 som det endelige skridt, der afsluttede stridighederne. OSF var tidligere fusioneret med UNIX International i 1994, hvilket betød, at den nye enhed i praksis repræsenterede alle elementer i samtidens UNIX-fællesskab.
I januar 1997 blev ansvaret for X Window System overført til Open Group fra det nedlagte X Consortium. I 1999 blev X.Org dannet til at administrere X Window System med støtte fra Open Group. X.Org-medlemmerne stod for en række udgivelser til og med X11R6.8, mens Open Group stod for administrationen. I 2004 arbejdede X.Org og Open Group sammen om at etablere den nyskabte X.Org Foundation, som derefter overtog kontrollen over x.org-domænenavnet og forvaltningen af X Window System.

## Programmer

### Certificering
Open Groups mest kendte ydelser er deres certificeringsprogrammer, inklusive certificering af produkter og bedste praksis: POSIX, North American State Lotteries Association (NASPL) og UNIX.
Open Group tilbyder certificeringer til it-fagfolk. Udover TOGAF-certificering, der omfatter certificering af værktøjer, ydelser og mennesker, administrerer Open Group også Open Group Certified Architect-programmet (Open CA) og Open Group Certified IT Specialist-programmet (Open CITS); sidstnævnte er færdigheds- og erfaringsbaserede certificeringsprogrammer. Open Group tilbyder også certificering af ArchiMate-værktøjer og -personer samt certificering af mennesker for Open FAIR og IT4IT.

### Medlemsfora
Open Group tilbyder sine medlemmer en platform til at diskutere deres krav og arbejde sammen om udvikling og vedtagelse af branchestandarder for at lette virksomhedsintegration. (Bemærk, at nogle af Open Group-dokumenterne kun er tilgængelige for medlemmer, især når de er under udvikling). Baseret på deres interesseområde kan medlemmer deltage i et eller flere semi-autonome fora, der inkluderer:
- ArchiMate Forum[12]
- Architecture Forum[13]
- Enterprise Management[14]
- Exploration, Mining, Metals and Minerals Forum
- Healthcare Forum
- Identity Management Forum[15]
- IT4IT Forum
- Jericho Forum[16][17] - fusionerede med Security Forum i 2014 [18]
- Open Platform 3.0 Forum[19]
- Real Time and Embedded Systems Forum[20]
- Security Forum[21]
- Trusted Technology Forum[22]
- Universal Data Element Framework Forum[23] - fusionerede med Open Platform 3.0 i 2015; nu kendt som O-DEF (Open Data Element Framework)

Medlemmer mødes ved Open Groups kvartalsbegivenheder og medlemsmøder.

### Samarbejdstjenester
Open Group leverer også en række ydelser fra første opsætning og løbende driftsstøtte til samarbejde, standarder og udvikling af bedste praksis og hjælp til markedspåvirkningsaktiviteter. De hjælper organisationer med at opstille forretningsmæssige mål, strategi og indkøb og leverer også certificering og testudvikling. Dette inkluderer ydelser til regeringsagenturer, leverandører og virksomheder eller organisationer, der er nedsat af regeringer.

## Opfindelser og standarder
- ArchiMate, den tekniske standard[27]
- ArchiMate, udvekslingsformatstandarden[28]
- Open Trusted Technology Provider Standard (O-TTPS)
- Call Level Interface (basis for ODBC)
- Common Desktop Environment (CDE)
- Distributed Computing Environment (grundlaget for DCOM) [29]
- Distributed Relational Database Architecture (DRDA)
- Future Airborne Capability Environment (FACE), teknisk standard[30]
- Motif GUI widget-værktøjskasse (brugt i CDE)
- Open Group Service Integration Maturity Model (OSIMM)[31]
- Open Information Security Maturity Model (O-ISM3)[32]
- Single UNIX-specifikationen (SUS)
- Kildebog til serviceorienteret arkitektur (SOA) [33]
- TOGAF (referenceramme for enterprisearkitektur) [4]
- Application Response Measurement-standarden (ARM)
- Common Manageability Programming Interface-standarden (CMPI)
- Universal Data Element Framework-standarden (UDEF)
- XA-specifikationen